# Ruby (Pornodarstellerin)

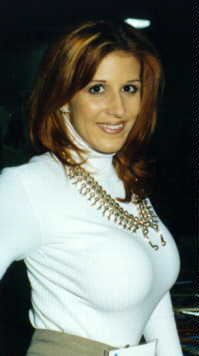
Ruby

Ruby (* 21. April 1972 in Akron, Ohio) ist eine US-amerikanische ehemalige Pornodarstellerin.

## Karriere
Ruby begann ihre Karriere im Jahr 1996 und war bis 2007 aktiv. Laut IAFD hat sie in 220 Filmen mitgespielt.
Ruby wurde 2008 in die AVN Hall of Fame aufgenommen. Weitere Aliasse sind ‚Ruby Jewel‘ und ‚Ruby Cheeks‘.

## Filmografie (Auswahl)
- 1996: No Man’s Land 15
- 1996: Profiles 8: Triple Ecstasy
- 1997: Bouncing Ruby
- 2000: Ruby’s All Night Diner
- 2002: Big Tit Squad
- 2004: Cooking with Porn Stars for the Hollidays

## Auszeichnungen
- 2008: AVN Hall of Fame[1]